# Bartolomeo Cavalcanti
Bartolomeo Cavalcanti, född 1503, död 1562, var en italiensk retoriker.
Cavalcanti författade bland annat en lärobok i retorik, Retorica (1559) och en jämförande studie över den antika och moderna republiken, Trattati...sopra gli ottimi reggimenti delle repubblice antiche e moderne (1571).